# Melinda and Melinda
Melinda and Melinda é um filme estadunidense de Woody Allen produzido em 2004, do gênero drama/comédia.

## Elenco
- Will Ferrell - Hobie
- Chloë Sevigny - Laurel
- Amanda Peet - Susan
- Radha Mitchell - Melinda
- Wallace Shawn - Sy